# Bistum East Anglia
Das römisch-katholische Bistum East Anglia (lat.: Dioecesis Angliae Orientalis), welches seinen Sitz in Norwich hat, wurde am 13. März 1976 aus dem Bistum Northampton herausgelöst und erstreckt sich über die Gebiete von Cambridge, Norfolk und Suffolk, einer Region von starkem Bevölkerungswachstum.

## Bischöfe
- Alan Charles Clark (1976–1995)
- Peter David Smith (1995–2001) (später Erzbischof von Cardiff)
- Michael Charles Evans (2003–2011)[1]
- Alan Stephen Hopes (2013–2022)
- Peter Collins (seit 2022)

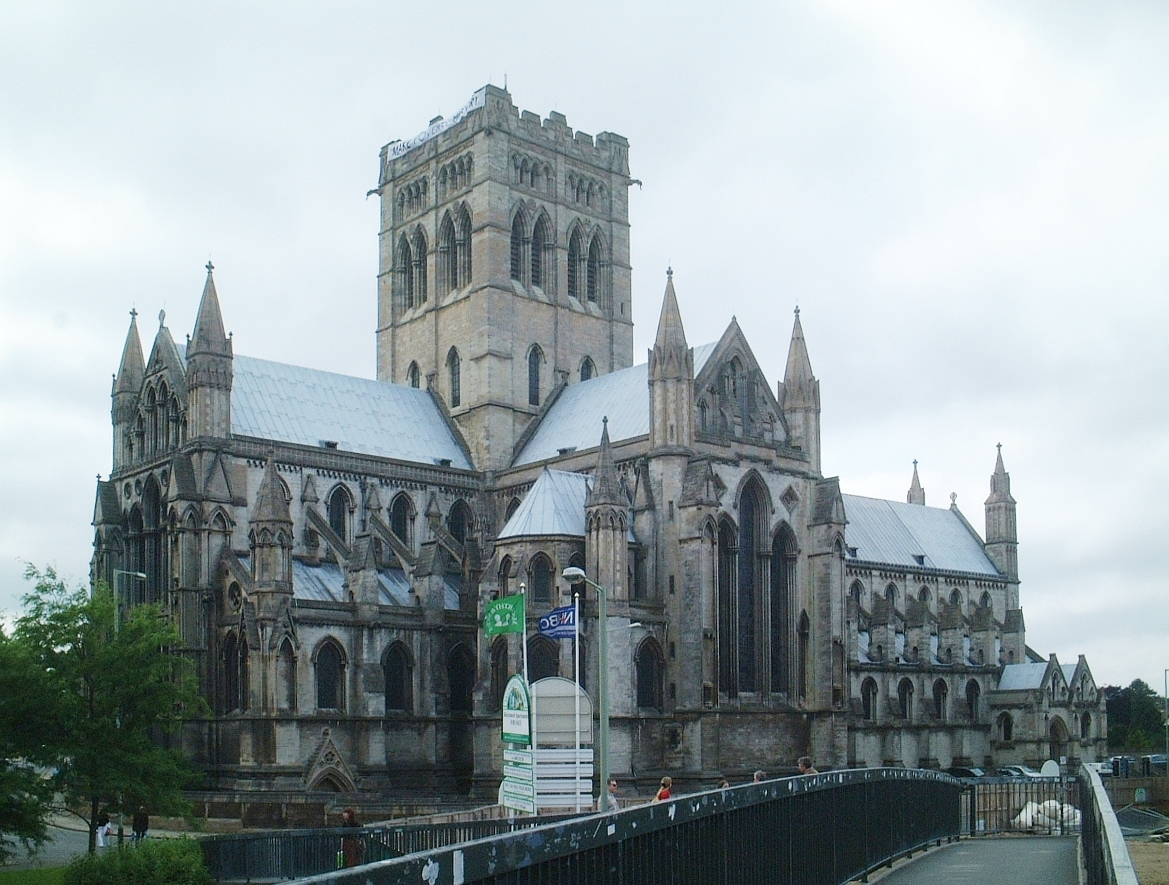
Kathedrale St. Johannes der Täufer in Norwich
Wappen des Bistums East Anglia